# هنگ کرملین
هنگ کرملین (به روسی: Кремлёвский полк، به الفبای لاتین: Kremlyovskiy polk)، که هنگ ریاست جمهوری (به روسی: Президентский полк، به نویسه لاتین: Prezidentskiy polk) نیز نامیده می‌شود، یک هنگ نظامی منحصر به فرد و بخشی از سرویس حفاظت فدرال روسیه با سازمان یک هنگ است. این هنگ امنیت کرملین، گنجینه‌های آن و مقامات دولتی را تضمین می‌کند.
این هنگ همچنین نگهبان افتخاری مقبره شعله ابدی (به روسی: Почётный караул) است.
مقر این هنگ در زرادخانه تاریخی کرملین قرار دارد.
هنگامی که رهبران اتحاد جماهیر شوروی در اوایل سال ۱۹۱۸ از پتروگراد به کرملین مسکو نقل مکان کردند، حفاظت از آنها به تفنگداران سرخ لتونی، تحت فرماندهی فرمانده پادگان کرملین سپرده شد. در سپتامبر ۱۹۱۸، تفنگداران لتونی عازم جبهه‌های جنگ داخلی شدند و افسران مدرسه مشترک نظامی(1 WPKA) اتحاد جماهیر شوروی برای این منظور در کرملین مستقر و جایگزین آنها شدند. در سال ۱۹۲۴، آنها وظیفه حفاظت از مقبره لنین را بر عهده گرفتند.

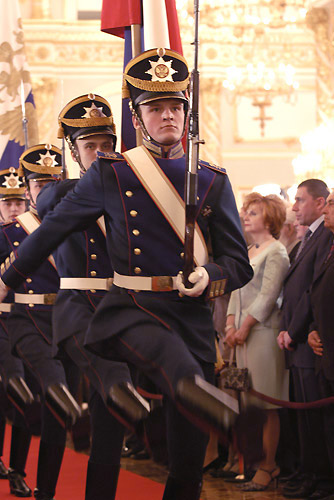
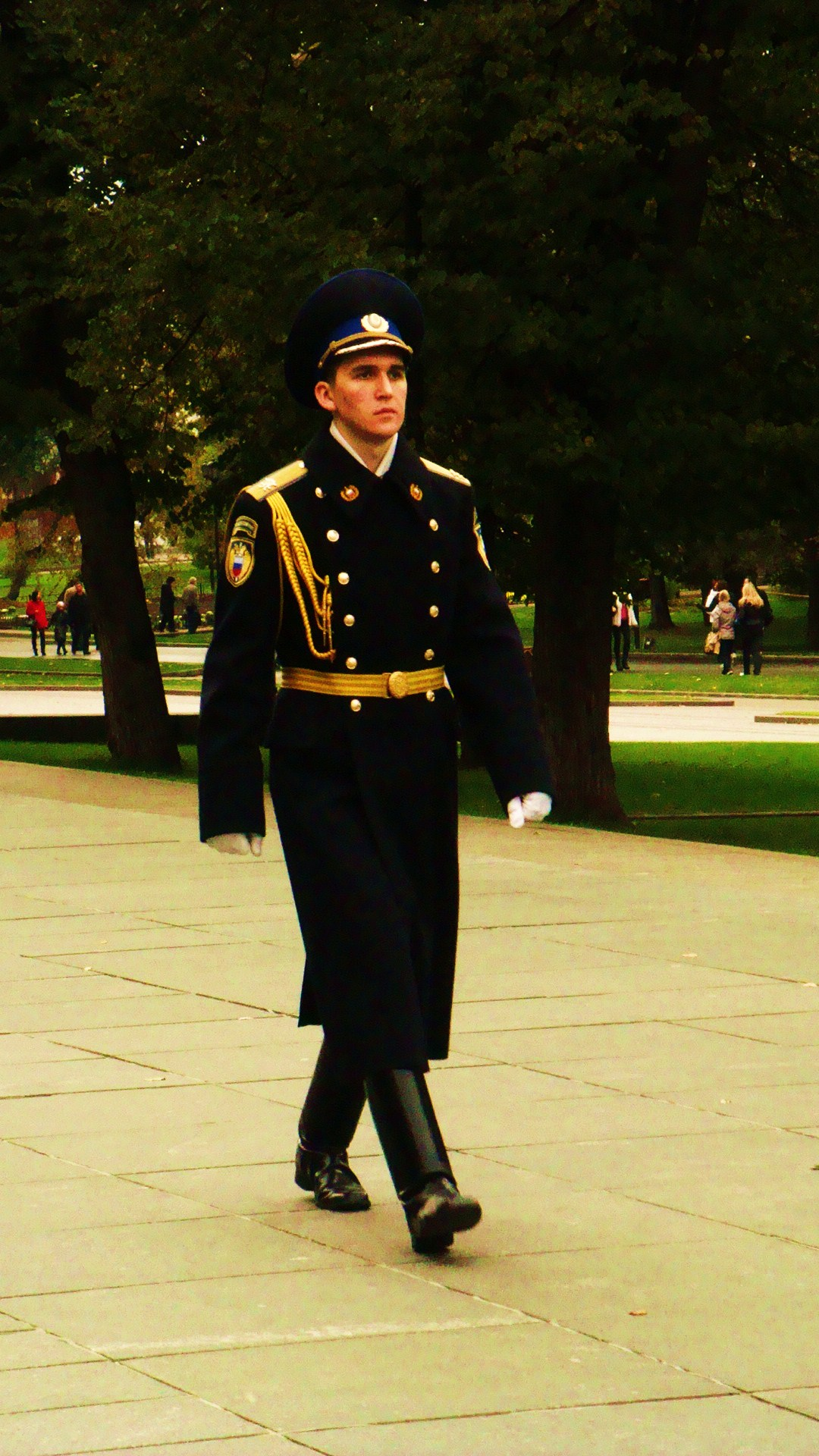
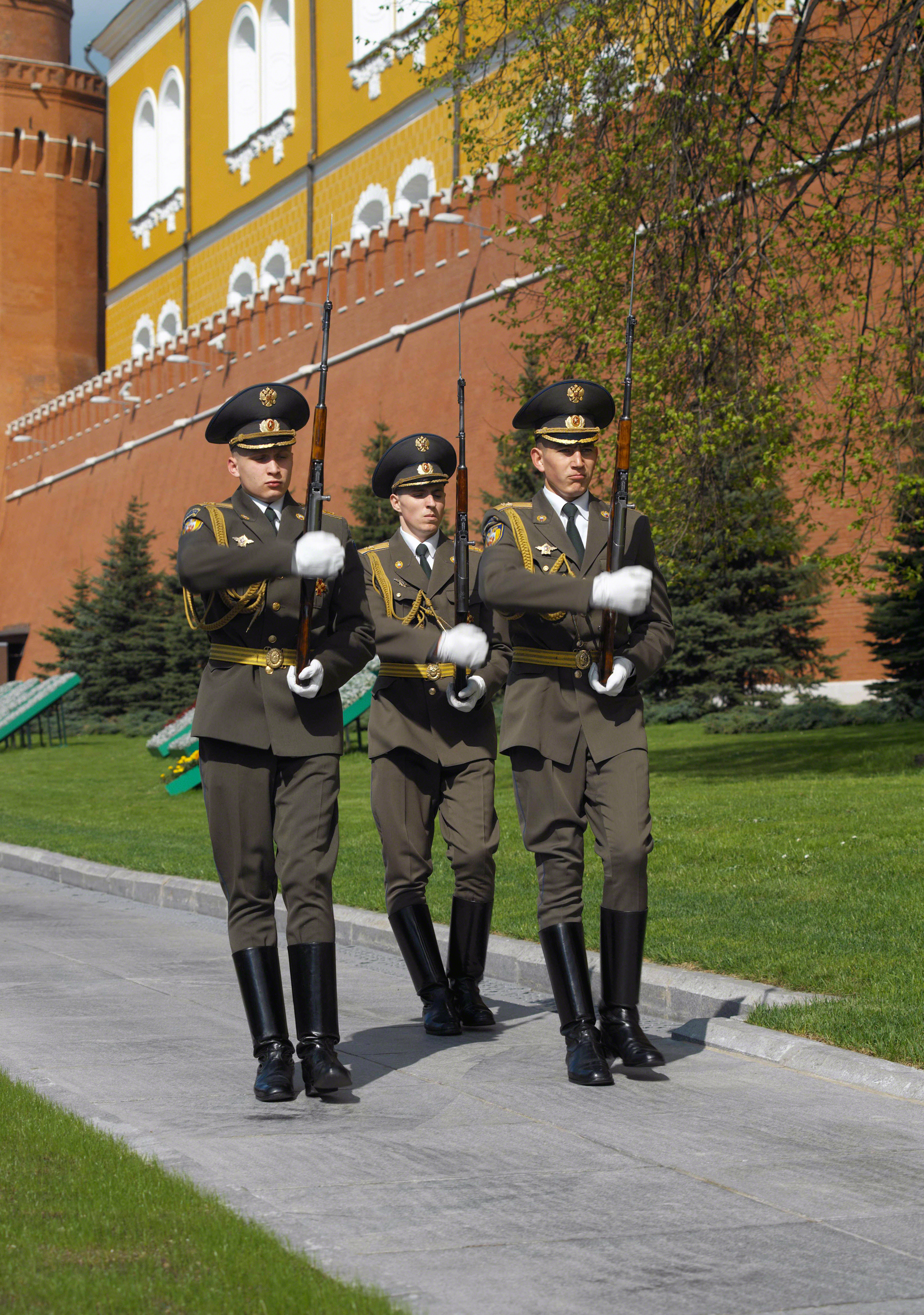
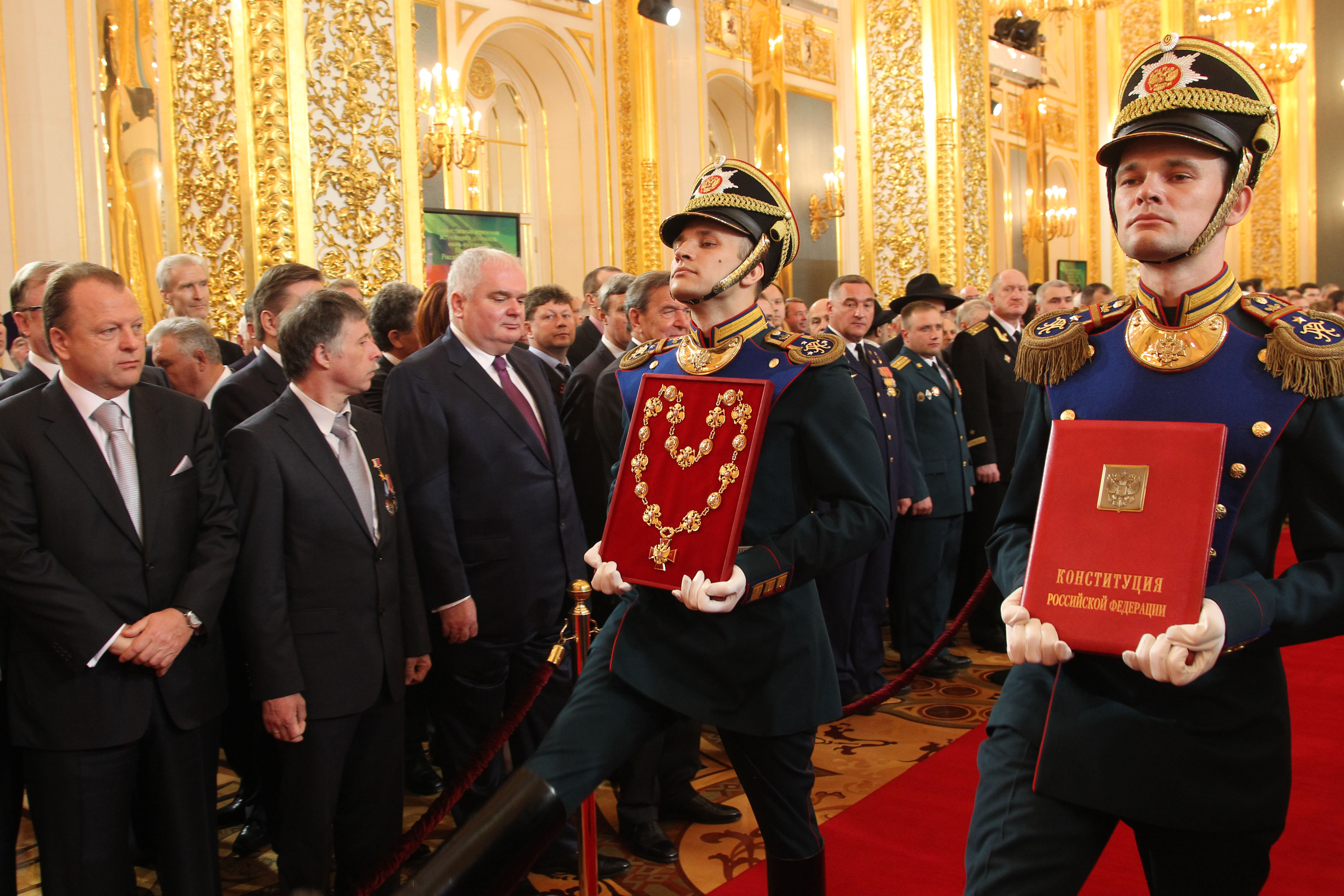
مراسم تحلیف ولادیمیر پوتین رئیس جمهور روسیه در سال ۲۰۱۲
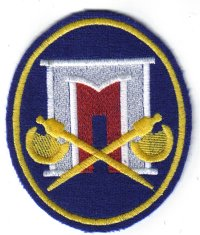
پچ هنگ کرملین

1. ↑  "روسیه: پوتین هشتادمین سالگرد هنگ کرملین را جشن گرفت - YouTube". www.youtube.com. بایگانی شده از نسخه اصلی در 2021-12-14.
2. ↑  مدرسه عالی فرماندهی تسلیحات ترکیبی مسکو

- سرویس حفاظت فدرال
- کرملین مسکو
- زرادخانه کرملین
- ارتش سرخ
- اتحاد جماهیر شوروی
- تفنگداران لتونیایی